# Аргандова лампа

Аргандова лампа в 1822 г.

Аргандова лампа — осветительный прибор (один из видов масляных ламп), который был разработан и внедрён в производство швейцарским изобретателем Франсуа Пьером Ами Аргандом (фр. François-Pierre-Amédée Argand) в конце XVIII века.
Ами Арганд в начале 1780-х годов так устроил ламповую горелку, что воздух, который в обыкновенных горелках имеет доступ только снаружи, может проходить через середину, то есть внутри трубкообразной светильни, вследствие чего достигается полное сгорание горючих газов и паров осветительного материала. В том же году производство этих ламп было налажено в Лондоне. Эти лампы впоследствии были усовершенствованы и употреблялись практически повсеместно.
Лампа, получившая своё название по имени создателя, давала в 10—12 раз больше света, чем обычная свеча, и в несколько раз больше, чем лампы с традиционными (полными) фитилями. Аргандовы лампы благодаря своей яркости некоторое время даже использовали на маяках (в частности, в Российской империи с 1803 года такая лампа стояла на Кокшерском маяке), пока они не были заменены более дешёвыми в изготовлении и более простыми в обслуживании керосиновыми лампами.
Если отверстия аргандовой горелки соединены в одну общую круговую щель, то она называется горелкой Дюма.
За необыкновенно яркий свет эти осветительные приборы конструкции Ами Арганда называли также Астральными лампами, однако очень скоро с появлением ещё более ярких искусственных источников света это название утратило смысл.